# La Possédée (film, 1947)
Pour les articles homonymes, voir La Possédée et Possessed.
Pour plus de détails, voir Fiche technique et Distribution.
La Possédée (titre original : Possessed) est un film américain réalisé par Curtis Bernhardt, sorti en 1947.

## Synopsis
Une femme erre dans les rues de Los Angeles à la recherche d'un certain David. Emmenée dans un hôpital psychiatrique, elle y révèle peu à peu son passé et les raisons de son obsession pour cet homme.

## Fiche technique
- Titre : La Possédée
- Titre original : Possessed
- Réalisation : Curtis Bernhardt
- Scénario : Ranald MacDougall, Lawrence Menkin, Silvia Richards D'après une nouvelle de Rita Weiman
- Photographie : Joseph Valentine et Sidney Hickox (non crédité)
- Musique : Franz Waxman
- Direction artistique : Anton Grot
- Costumes : Adrian et Bernard Newman
- Producteur : Jerry Wald
- Société de production : Warner Bros. Pictures
- Pays de production :  États-Unis
- Langue : anglais
- Format : noir et blanc – 35 mm – 1,37:1 – mono (RCA Sound System)
- Genre : Film dramatique, Film noir
- Durée : 108 minutes
- Dates de sortie : 
  - États-Unis : 26 juillet 1947
  - France : 15 décembre 1948

## Distribution
- Joan Crawford : Louise Howell Graham
- Van Heflin : David Sutton
- Raymond Massey : Dean Graham
- Geraldine Brooks : Carol Graham
- Stanley Ridges : Dr Harvey Williard
- John Ridgely : Lieutenant Harker
- Moroni Olsen : Dr Ames
- Erskine Sanford : Dr Max Sherman
- Monte Blue : M. Norris
- Douglas Kennedy : Procureur général
- Rory Mallinson : l'assistant du coroner
- Sarah Padden (non créditée) : Mme Norris

## Récompenses et distinctions
Le film a été présenté en sélection officielle en compétition au Festival de Cannes 1947.